# Иеринг, Иоахим
Иоахим Иеринг (швед. Joakim Ihering, нем. Joachim Ihering; умер 18 июля 1657, Стокгольм) — шведский священнослужитель.
Окончил университет в Виттенберге (1608). С 1615 священник в Белинге, затем в Нючёпинге. В 1630—1641 гг. епископ Эстляндии. Много сделал для Ревельской гимназии и местных церквей, основал эстляндский синод проповедников (1639) и пенсионную кассу для вдов проповедников. Начал переводить Библию на эстонский язык.
Написал: «Disputatio theologica de magistratu politico ejusque ordinationibus civilibus» (1625); «Synthesis theologica de ordine et regimine ecclesiastico, habita in synodo Revaliensi» (Ревель, 1639); «Idea disputationis synodicae primae in enchiridion D. et Megalandri Lutheri de praecognitis catecheticis» (Ревель, 1639).